# Les Avirons
Les Avirons és un municipi de l'illa de la Reunió. L'any 2012 tenia 11.181 habitants. Limita amb els municipis de Saint-Leu, Cilaos, Saint-Louis i L'Étang-Salé.

## Demografia
| 1968                                       | 1975  | 1982  | 1990  | 1999  | 2007   | 2012   |
| ------------------------------------------ | ----- | ----- | ----- | ----- | ------ | ------ |
| 4.547                                      | 4.863 | 5.150 | 5.935 | 7.172 | 10.093 | 11.181 |
| Des de 1962: població sense dobles comptes |       |       |       |       |        |        |

## Administració
| Període | Identitat        | Partit |
| ------- | ---------------- | ------ |
| 2001-   | Michel Dennemont | MoDem  |